# بوگاتیچ (وایوو)
بوگاتیچ (به صربی: Bogatić) یک منطقهٔ مسکونی در صربستان است که در والیفو واقع شده‌است. بوگاتیچ ۱۲۹ نفر جمعیت دارد.